# Rapprochement
Le rapprochement est le rétablissement de relations diplomatiques cordiales entre deux États,. Ce phénomène diplomatique peut résulter de la présence d'un antagoniste commun, à l'image de la perception partagée de l'Empire allemand par la et l'Empire britannique lors de la conclusion de l'Entente cordiale en 1904. Il peut également s'inscrire dans une logique de détente, comme ce fut le cas durant la guerre froide entre l'Union soviétique et les États-Unis, où de telles initiatives visaient à atténuer les tensions et à réduire les risques d'un conflit armé. Sur la scène politique d’un État, le rapprochement désigne l’alliance ou la convergence d’entités partisanes distinctes, à l’instar du metapolítefsi en Grèce.
Le terme est également employé dans un contexte interpersonnel pour désigner la réconciliation d’individus liés par des relations familiales ou amicales, mais séparés par un différend ou une distance affective. Lorsque ceux-ci renouent des liens plus cordiaux, ils opèrent un raccommodement ou un rétablissement de leur relation.

## Exemples

### Le Grand Rapprochement
Les relations entre les États-Unis et le Royaume-Uni connurent un net réchauffement durant les années précédant la Première Guerre mondiale. Après un XIXe siècle marqué par plusieurs différends territoriaux et rivalités d’influence — parmi lesquels le contentieux frontalier relatif au Venezuela — les intérêts des deux puissances dans l’hémisphère occidental finirent par s’accorder. L’opinion publique britannique, auparavant méfiante à l’égard des velléités américaines dans les Caraïbes, manifesta un appui notable aux États-Unis lors de la guerre hispano-américaine de 1898. Le gouvernement de Sa Majesté, pour sa part, adopta une posture de stricte neutralité et s’abstint de toute intervention. De manière symétrique, les États-Unis n’apportèrent aucun concours aux républiques boers durant le conflit sud-africain (1899–1902), se limitant à des ventes de matériel militaire en quantité restreinte au Royaume-Uni. Ce rapprochement anglo-américain ne releva pas uniquement de considérations stratégiques : il fut également nourri par des affinités d’ordre culturel. Certaines figures éminentes de la sphère politique, tel le président Theodore Roosevelt, exprimèrent une inclination favorable envers le Royaume-Uni, fondée sur une conception commune de la civilisation dite « anglo-saxonne ». 

### Entente cordiale
L’Entente cordiale désigne un ensemble d’accords diplomatiques conclus en 1904 entre le Royaume-Uni et la France, marquant un réchauffement notable de leurs relations bilatérales après plusieurs décennies de rivalité. Ces arrangements visaient principalement à aplanir les différends coloniaux persistants, en particulier en Afrique du Nord, où les intérêts des deux puissances impériales entraient en conflit. Dans ce cadre, les deux parties procédèrent à des concessions réciproques, afin de prévenir tout affrontement d’ordre colonial. Si l’Entente cordiale ne constituait pas, à l’origine, un traité d’alliance militaire formel, elle jeta néanmoins les fondements d’un rapprochement stratégique progressif, qui s’accrut au fil des crises diplomatiques survenues à la veille de la Première Guerre mondiale. Ce rapprochement trouva une expression tangible lors de la crise marocaine, où la France et le Royaume-Uni firent front commun face aux visées de l’Empire allemand. L’Entente cordiale, bien qu’initialement de nature essentiellement diplomatique et coloniale, évolua ainsi en un axe informel de coopération, destiné à contrebalancer la montée en puissance de la Triple Alliance. 

### Rapprochement sino-américain

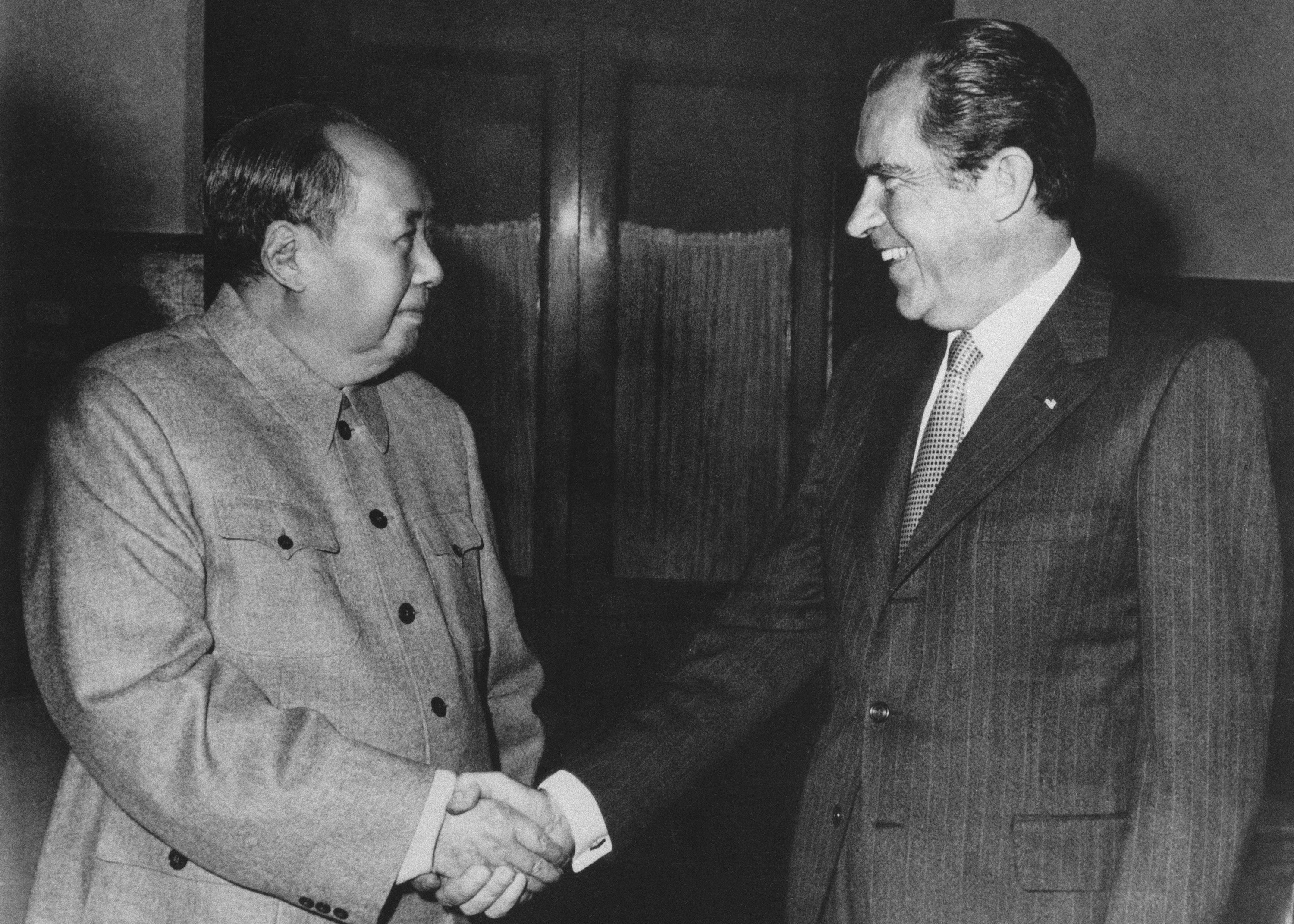
Le secrétaire général Mao Zedong (à gauche) serre la main du président Richard Nixon (à droite) lors de la visite de ce dernier en Chine en 1972.

À partir de 1972, sous la présidence de Richard Nixon, les États-Unis et la République populaire de Chine engagèrent un processus de rapprochement diplomatique, marqué notamment par la visite historique du président américain à Pékin. Ce dégel progressif mit fin à des décennies d’hostilité et jeta les bases d’une normalisation des relations bilatérales. En 1979, un revirement significatif intervint avec la publication du communiqué conjoint sur l’établissement des relations diplomatiques. Ce texte acta la reconnaissance officielle de la République populaire de Chine comme « seul gouvernement légitime de la Chine », conformément au principe d’une Chine unique. Dans le même temps, les États-Unis mirent un terme à leur reconnaissance diplomatique de Taiwan et retirèrent leurs forces militaires stationnées dans l’île.

### Détente
La Détente, ou période d'apaisement des tensions entre les États-Unis et l’Union soviétique durant les années 1970, marqua un rapprochement notable entre les deux puissances. Cette ère fut caractérisée par la signature de traités visant à limiter l’ampleur et le nombre d’armements stratégiques, à l’instar des accords SALT I. Cette évolution répondait, en partie, à la mise en place de systèmes antimissiles, susceptibles de conférer à un État la capacité de mener une frappe préemptive tout en neutralisant les représailles adverses. Ainsi, les négociations aboutirent à des ententes destinées à restreindre la viabilité d’une telle attaque initiale. Par ailleurs, d’autres pactes eurent pour objet la réduction, plutôt que le simple plafonnement, des arsenaux stratégiques. Ces mesures contribuèrent à une atténuation des antagonismes, favorisant des relations plus conciliantes entre les deux superpuissances.

## Méthodes et causes
Le rapprochement entre puissances s’amorce fréquemment par l’adoption d’une politique concertée, la conclusion d’un traité, ou la publication d’une déclaration commune, à l’instar de l’accord SALT I ou du communiqué conjoint instaurant des relations diplomatiques. Ce processus s’inscrit souvent dans un dessein stratégique plus vaste, notamment celui de contrebalancer l’influence d’une tierce puissance. Ainsi, le rapprochement sino-américain fut largement motivé par la volonté partagée de contenir l’Union soviétique. De manière comparable, au tournant du XXᵉ siècle, la France et le Royaume-Uni entreprirent un rapprochement diplomatique dans l’optique de faire front commun face à la montée en puissance de l’Empire allemand. 